# 1615 Bardwell
1615 Bardwell је астероид главног астероидног појаса. Приближан пречник астероида је 27,78 ,
а средња удаљеност астероида од Сунца износи 3,120 астрономских јединица (АЈ).
Инклинација (нагиб) орбите у односу на раван еклиптике је 1,687 степени, а орбитални период износи 2013,866 дана (5,513 година). Ексцентрицитет орбите астероида износи 0,178.
Апсолутна магнитуда астероида износи 11,38 а геометријски албедо 0,064.
Астероид је откривен 28. јануара 1950. године.